# Städtisches Stadion an der Dantestraße
Das Städtische Stadion an der Dantestraße (kurz: Dantestadion, eröffnet als Bezirksstadion am Dantebad) ist ein American-Football-Stadion mit Leichtathletikanlage im Stadtviertel Gern der bayerischen Landeshauptstadt München. Die Anlage ist seit 2022 ein eingetragenes Baudenkmal in die Bayerische Denkmalliste. Es ist derzeit das viertgrößte Stadion der Stadt. Die Anlage liegt im Stadtbezirk Neuhausen-Nymphenburg in unmittelbarer Nähe zum Westfriedhof und zum Dantebad. Heute ist es die Heimat der beiden Münchner American-Football-Mannschaften, den in der German Football League spielenden Munich Cowboys und den in der Regionalliga spielenden München Rangers. Im Dantestadion wurde zwei Jahre Zweit- und ein Jahr Erstligafußball der Männer gespielt.
Außer den Spielen der „Cowboys“ und der „Rangers“ finden im Stadion nur noch gelegentlich Leichtathletikveranstaltungen, Jugendfußball-Turniere und Sportfeste von Schulen statt. Das Stadion ist außerhalb von Veranstaltungen nur für Vertragsnutzer geöffnet.
Das Dante, wie es von den Münchnern oft genannt wird, verfügte früher über 32.000 Plätze, wovon heute noch 12.000 erhalten sind. Außerdem existieren eine 400-m-Kunststoffbahn und eine elektronische Anzeigetafel. Eine Besonderheit des Stadions ist die trapezförmige und daher einmalige Tribüne, in der sich auch eine Turnhalle und Waschräume befinden. Sie trägt straßenseitig die Aufschrift „Der Münchner Jugend“. Eigentümer des Dantestadions ist die Stadt München.

## Geschichte

### Planung und Eröffnung
Der Bau des Bezirksstadions am Dantebad wurde am 16. Dezember 1925 behördlich genehmigt, nachdem es bereits im Jahr 1914 erste Pläne von Fritz Beblo und Karl Meitinger für den Bau des Stadions gab. Es war hauptsächlich für den Breitensport und für Leichtathletikwettkämpfe geplant. Die ursprünglichen Baupläne sahen vor, dass das Stadion so groß werden sollte wie die Stadien in Frankfurt am Main und Köln. Nachdem einige Stadträte jedoch lieber mehrere kleinere Stadien als ein großes haben wollten, einigte man sich auf 32.000 Plätze. Bis zum Bau des Olympiastadions, anlässlich der Olympischen Spiele 1972, war das Stadion als „Münchner Großstadion“ gedacht.
Eröffnet wurde das Stadion am 2. Juni 1928 durch die Münchner Jugend, die ein Sportfest veranstaltete.

### Nutzung während der Zeit des Nationalsozialismus
Während der NS-Zeit wurde das Dantestadion vor allem für Aufmärsche der Hitlerjugend (HJ) genutzt. Es war geplant, dass bis zu 50.000 HJ-Mitglieder an den Aufmärschen teilnehmen können. Für die Marschkolonnen wurde damals die Gegengerade durchbrochen. Allerdings zeigten sich die Verantwortlichen wenig begeistert von der Nähe des Westfriedhofes, da während der nationalsozialistischen Massenveranstaltungen das Läuten des Sterbeglöckleins zu hören war.
Sportveranstaltungen, wie etwa im Jahr 1937 der Leichtathletik-Länderkampf mit Frankreich, fanden weiterhin im Stadion statt. Während dieser Zeit nutzten auch die Fußballer des FC Bayern München das Spielfeld als Trainingsplatz. In der Saison 1943/44 trugen neben den Bayern auch der TSV 1860 München und der FC Wacker München ihre Gauligaspiele im Dantestadion aus, nachdem die Hanns-Braun-Kampfbahn, das heutige Grünwalder Stadion, bei einem Bombenangriff zerstört worden war.

### Inbesitznahme durch die US-Armee
Nach dem Sturz des NS-Regimes nahm die US-Armee das Stadion von 1945 bis Oktober 1953 für American-Football- und Baseballspiele in Besitz. Die Army wich erst, als man ihr für 180.000 Deutsche Mark ein Sportfeld an der Säbener Straße errichtete. Die Aschenbahn des Stadions wurde im Dezember 1945 auch im Rahmen einer Wohltätigkeitsveranstaltung für Motorradrennen genutzt.
Zu dieser Zeit war das Stadion marode; auf der Tribüne bestand Unfallgefahr. Daher wurde es 1954 von der Stadt renoviert.

### Fußball
Von 1963 bis 1972 trug der FC Wacker München seine Heimspiele im Dante aus. Der Verein spielte in dieser Zeit zwei Spielzeiten, 1964/65 und 1970/71, in der Regionalliga Süd, der damals zweithöchsten Spielklasse. Im Jahr 1972 zog die Mannschaft an die Bezirkssportanlage Demleitnerstraße um, die auf dem Gelände des früheren Wacker-Platzes errichtet wurde.
Von größerer Bedeutung ist die am 16. März 1957 ausgetragene Partie zwischen der Bundesrepublik Deutschland und den Niederlanden, war es doch das erste Frauenfußball-Spiel in München, nachdem der DFB Frauenfußball im Jahr 1955 verboten hatte.
Bis 2006 trug der Verein Türk SV 1975 München, der unter seinen früherem Namen SV Türk Gücü München in der Fußball-Bayernliga spielte, seine Heimspiele im Dante aus und zog dann an die Bezirkssportanlage Krehlebogen um. Ebenfalls bis 2006 spielte die Frauenmannschaft von Bayern München im Dantestadion, zog dann in den Sportpark Aschheim um.
Am 6. Juli 2007 bestritt der FC Bayern München im Stadion an der Dantestraße ein Freundschaftsspiel gegen die FT Gern, welches der FCB mit 18:0 gewann.
In der Saison 2024/25 trägt Türkgücü München voraussichtlich vier Heimspiele im Dantestadion aus. Hauptspielstätte ist der Sportpark Heimstetten im Kirchheimer Ortsteil Heimstetten.

### Bundeswehr

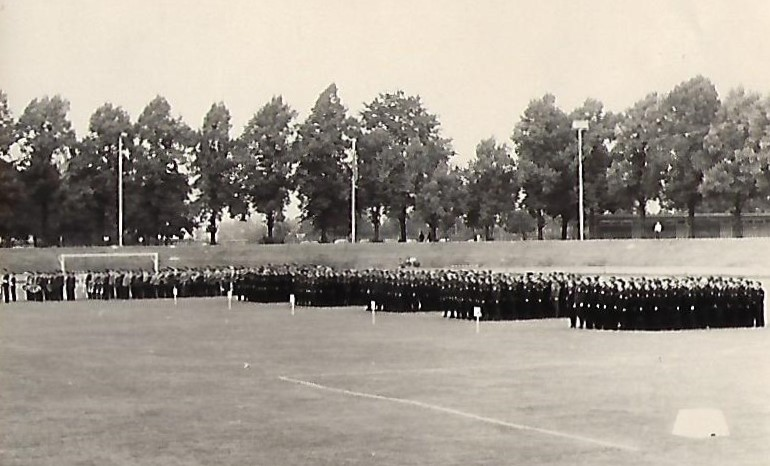
Sportfest der Offizierschulen (1968)

Ausgerichtet von der Offizierschule der Luftwaffe, fanden im Oktober 1963 und im September 1968 Sportfeste der Offizierschulen der Bundeswehr im Dante-Stadion statt.

### Olympische Spiele
Als Trainingsstätte für die Olympischen Spiele 1972 wurde im Jahr 1970 eine professionelle Leichtathletikanlage errichtet. Die Wurfanlage befindet sich auf einem Nebenplatz und ist über die durchbrochene Gegengerade zu erreichen, da man den Rasen des Hauptplatzes nicht beschädigen wollte.

### American Football
Das Stadion ist aktuell die Heimat der American-Football-Teams Munich Cowboys und München Rangers. Die Munich Cowboys spielt mit der ersten Herrenmannschaft und seit 2020 mit der U19-Jugend in der GFL, der höchsten deutschen Spielklasse und mit den "Ladies" in der Damen Bundesliga. Dazu kommen Spiele der zweiten Mannschaft der Cowboys und der Jugend von der U13, U16 und U19.
Die Munich Cowboys tragen ihre Heimspiele in der Regel Samstags, die München Rangers Sonntags aus. Vor den Hauptspielen am Nachmittag halten die Jugenden ihre Spiele, Scrimmages (Trainingsspiele) oder Turniere ab.

### Renovierung
Seit 2019 ist angedacht, das Stadion zu renovieren. Dabei werden die Tribünen modernisiert und die Zuschauerkapazität auf 4.999 verringert. Jedoch ist auch im Sportbauprogramm der Landeshauptstadt München im Jahr 2023 die Sanierung noch immer nicht enthalten. Es heißt darin: "Der Betrieb des städtischen Stadions an der Dantestraße (Baujahr 1928) kann im Rahmen des Bauunterhalts vorübergehend noch sichergestellt werden. Allerdings wird, insbesondere aus sportfachlicher Sicht, eine Modernisierung des Stadions in den nächsten Jahren dringend empfohlen."

### Denkmalschutz
Am 20. Mai 2022 wurde bekannt, dass das Stadion in die Liste der Baudenkmäler des Freistaates Bayern aufgenommen wird.

## Galerie

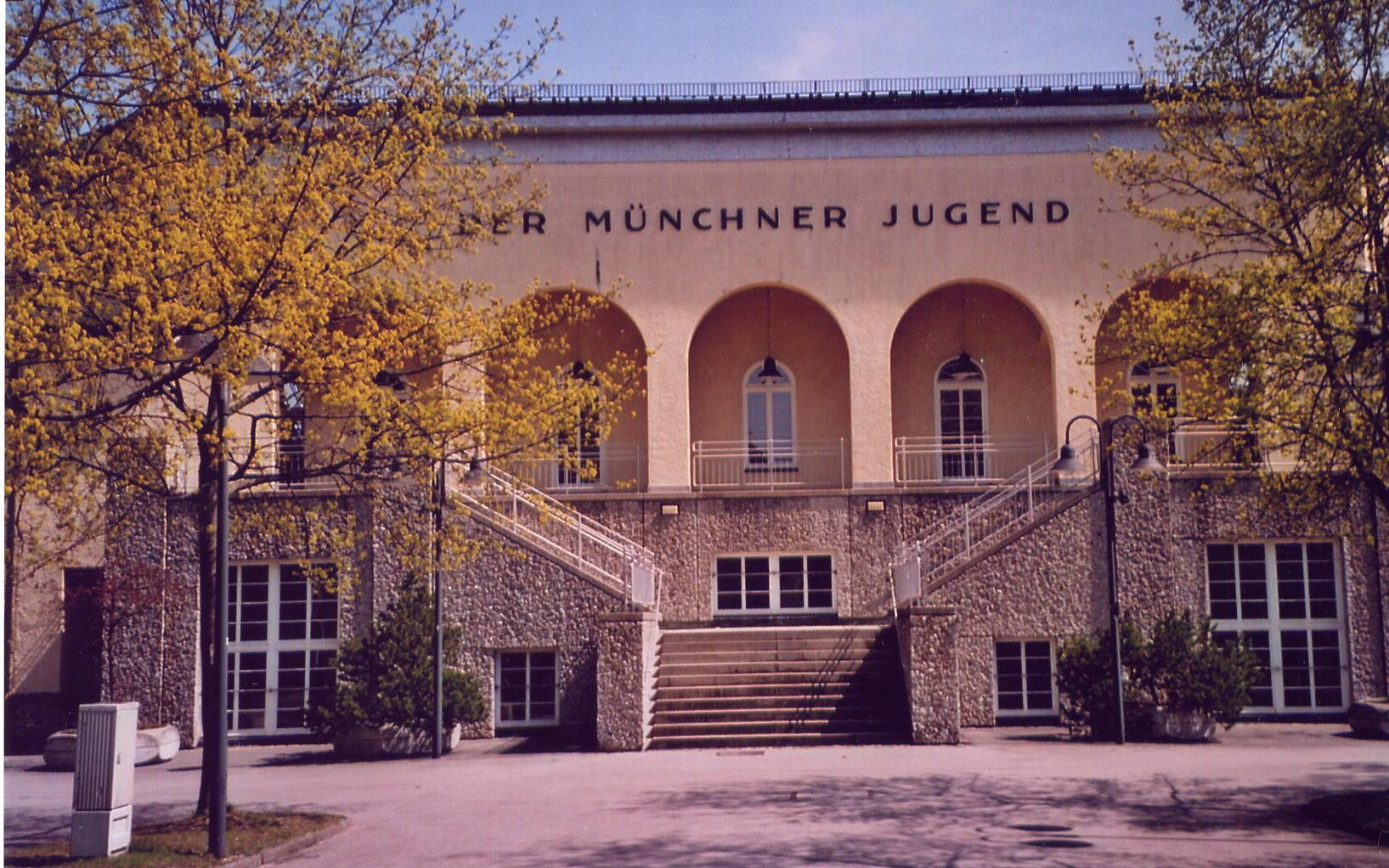
Das Hauptgebäude
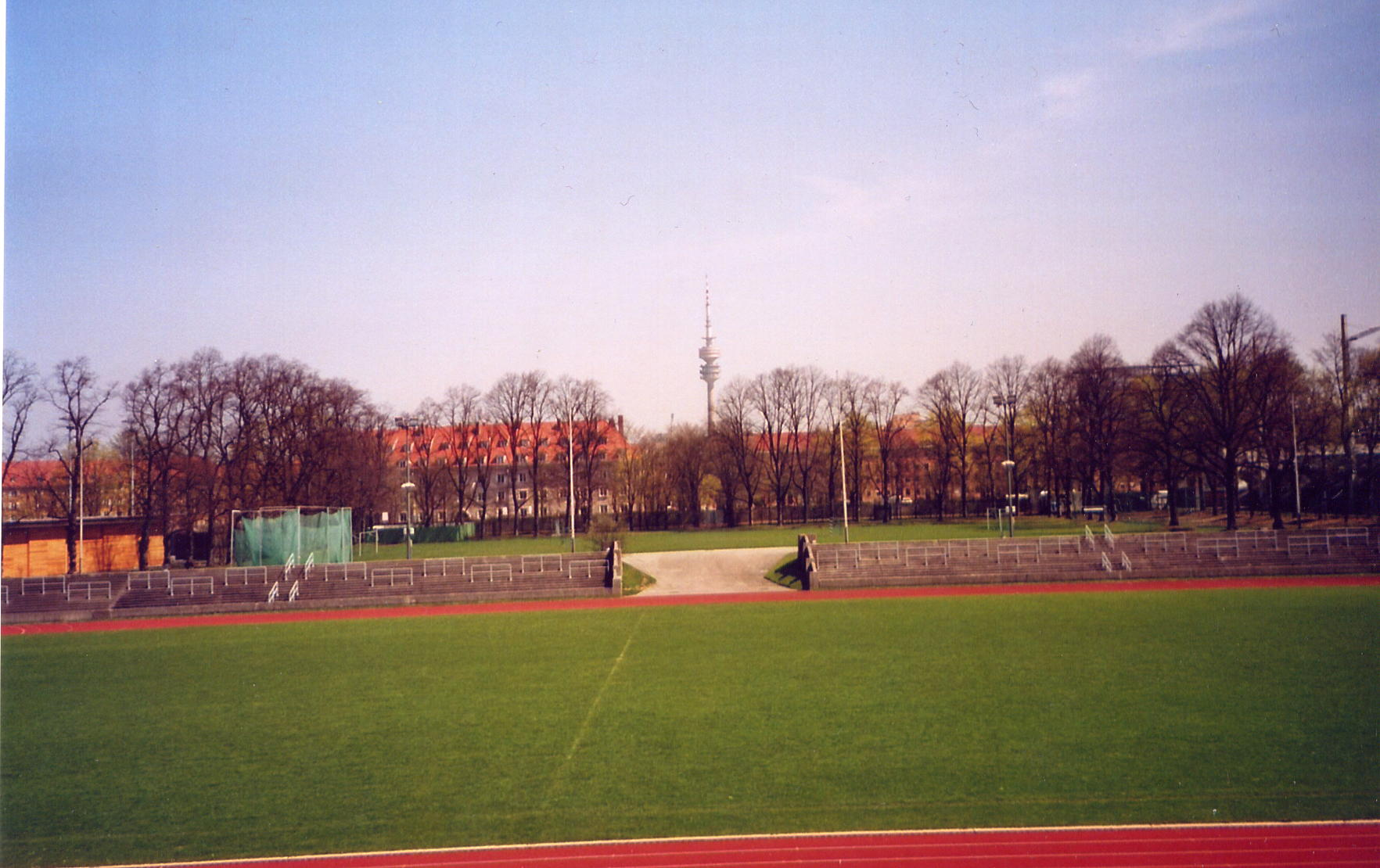
Blick auf die durchbrochene Gegengerade und den Olympiaturm
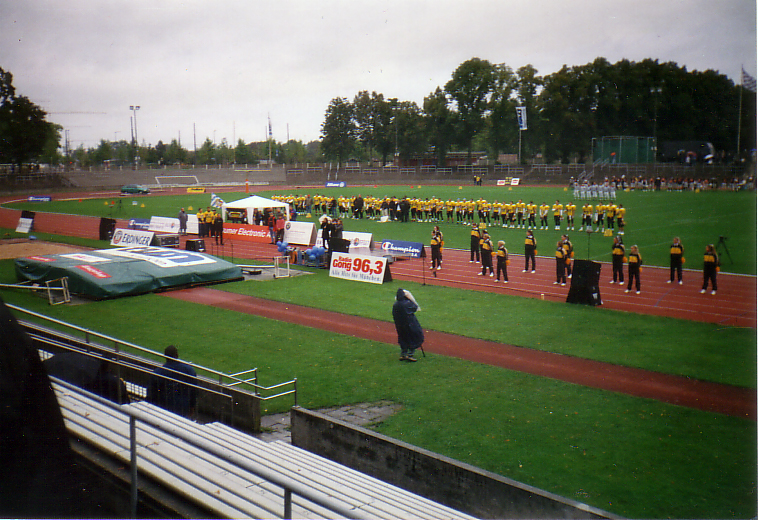
American Football im Dantestadion
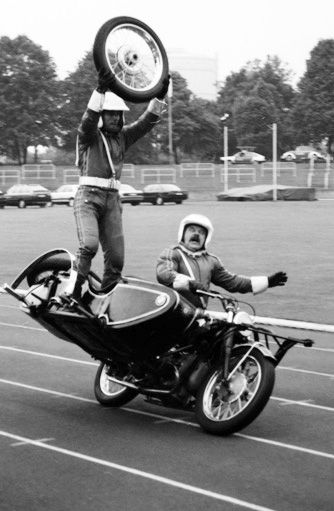
Show-Spektakel der Münchner Polizei auf der Laufbahn (1991)

## Anfahrt
Das Stadion befindet sich in der Dantestraße 14 und ist mit öffentlichen Verkehrsmitteln zu erreichen. Die Straßenbahn-Linien 20 und 21, die Busse 151, 163, 164 und 165 sowie die U-Bahn-Linie U1 halten an der Haltestelle „Westfriedhof“, wenige Gehminuten vom Stadion entfernt.